# Määttälänvaara
Määttälänvaara är en kulle i Finland. Den ligger i Kuusamo och landskapet Norra Österbotten, i den nordöstra delen av landet, 700 km norr om huvudstaden Helsingfors. Toppen på Määttälänvaara är 322 meter över havet.
Terrängen runt Määttälänvaara är huvudsakligen platt. Runt Määttälänvaara är det mycket glesbefolkat, med 2 invånare per kvadratkilometer.